# Masao
Masao ist ein männlicher japanischer Vorname.

## Namensträger
- Masao Akiyama (* um 1945), japanischer Badmintonspieler
- Masao Azuma (* 1971), japanischer Motorradrennfahrer
- Baba Masao (1892–1947), Generalleutnant der Kaiserlich Japanischen Armee
- Harada Masao (1912–2000), japanischer Leichtathlet
- Masao Itō (1928–2018), japanischer Neurowissenschaftler
- Katayama Masao (1877–1961), japanischer Physikochemiker
- Masao Katō (1947–2004), japanischer Go-Spieler
- Kawasoe Masao (* 1945), japanischer Shōtōkan-Karatemeister
- Masao Kiba (* 1974), japanischer Fußballspieler
- Kotani Masao (1906–1993), japanischer theoretischer Physiker
- Kume Masao (1891–1952), japanischer Schriftsteller
- Maruyama Masao (Generalleutnant) (1889–1957), japanischer Generalleutnant
- Maruyama Masao (Historiker) (1914–1996), japanischer Politikwissenschaftler und Historiker
- Masao Maruyama (Filmproduzent) (* 1941), japanischer Filmproduzent
- Masao Nishimura (1933–2006), japanischer Bank-Manager
- Oka Masao (1898–1982), japanischer Ethnologe
- Ōno Masao (1923–2001), japanischer Fußballnationalspieler
- Masao Tsuchida (* um 1950), japanischer Badmintonspieler
- Masao Yamakawa (1930–1965), japanischer Schriftsteller
- Masao Yoshida (Ingenieur) (1955–2013), japanischer Nuklearingenieur